# Hypotaenidia torquata
Il rallo barrato (Hypotaenidia torquata (Linnaeus, 1766)) è un uccello della famiglia dei Rallidi originario delle regioni occidentali della Nuova Guinea, di Sulawesi e delle Filippine.

## Tassonomia
Attualmente vengono riconosciute cinque sottospecie di rallo barrato:
- H. t. torquata (Linnaeus, 1766) (Filippine);
- H. t. celebensis (Quoy e Gaimard, 1830) (Sulawesi e isole nei pressi delle sue coste sud-orientali);
- H. t. sulcirostris (Wallace, 1863) (Peleng e isole Sula);
- H. t. kuehni (Rothschild, 1902) (isole Tukangbesi);
- H. t. limaria (J. L. Peters, 1934) (Salawati e Nuova Guinea nord-occidentale).

## Descrizione
Il rallo barrato misura circa 34 cm di lunghezza. Le regioni superiori del corpo, le ali e la coda sono di colore marrone, mentre la parte superiore della testa è biancastra. I lati della testa, la gola e il collo, di colore nero, sono attraversati da una striscia bianca che giunge fino al petto; il ventre presenta una serie di strisce bianche e nere. L'iride è rossa, il becco è nero e le zampe sono marroni.

## Distribuzione e habitat
Il rallo barrato vive nelle foreste pluviali delle Filippine, di Sulawesi e di altre piccole isole vicine, nonché nell'estremità settentrionale della penisola di Doberai (Papua Occidentale)

## Biologia
Buon volatore, a differenza della maggior parte delle altre specie di Hypotaenidia, si incontra prevalentemente negli stagni e nei terreni paludosi; solo raramente si spinge nelle foreste secche. Durante la stagione della nidificazione la femmina depone 3-4 uova in un nido costruito nel fitto sottobosco.